# Rajada vestida

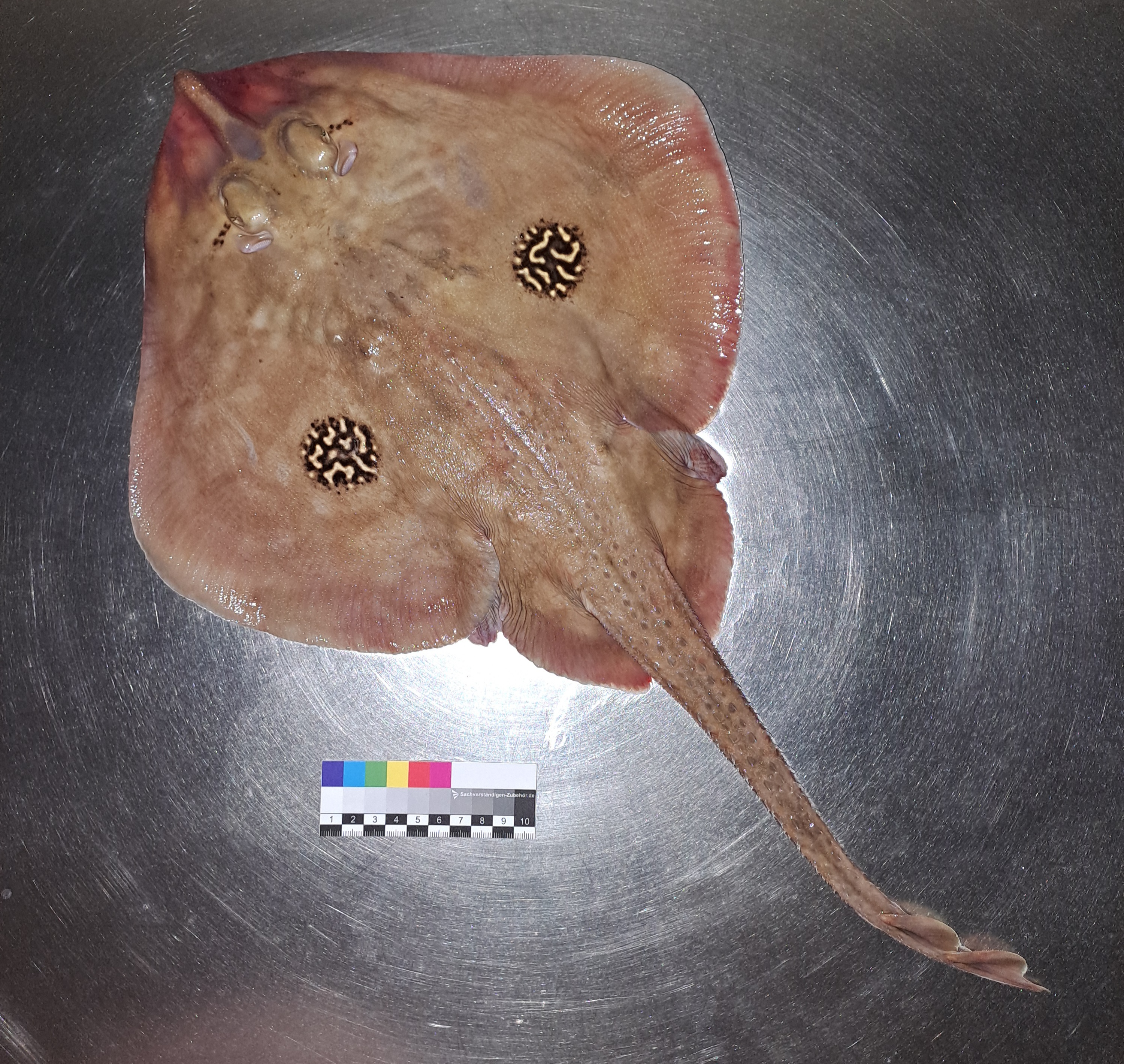
Leucoraja naevus, femella capturada al port de Castelló (Espanya) el 23 de gener de 2025, vista apical

La rajada vestida, l'escrita vera, l'escrita vestida o el menjamoixines (Leucoraja naevus) és una espècie de peix de la família dels raids i de l'ordre dels raïformes.

## Morfologia
- Els mascles poden assolir 71 cm de longitud total i les femelles 68.[5][6]

## Reproducció
És ovípar i les femelles ponen entre 70 i 150 càpsules d'ous a l'any, les quals presenten com unes banyes a la closca.

## Alimentació
Menja animals bentònics.

## Hàbitat
És un peix marí, de clima subtropical (60°N-15°N, 18°W-36°E) i demersal que viu entre 20-500 m de fondària.

## Distribució geogràfica
Es troba a l'oceà Atlàntic oriental: des de Kattegat, la Mar del Nord, la Gran Bretanya, Irlanda i la Mediterrània fins al Marroc i el Senegal.

## Observacions
És inofensiu per als humans.